# Motta San Giovanni
Motta San Giovanni là một đô thị ở tỉnh Reggio Calabria trong vùng Calabria, Ý, có cự ly khoảng 130 km về phía tây nam của Catanzaro và khoảng 13 km về phía đông nam của Reggio Calabria.
Motta San Giovanni giáp các đô thị Montebello Ionico và Reggio Calabria.